# Alois Fidelis Remschmidt

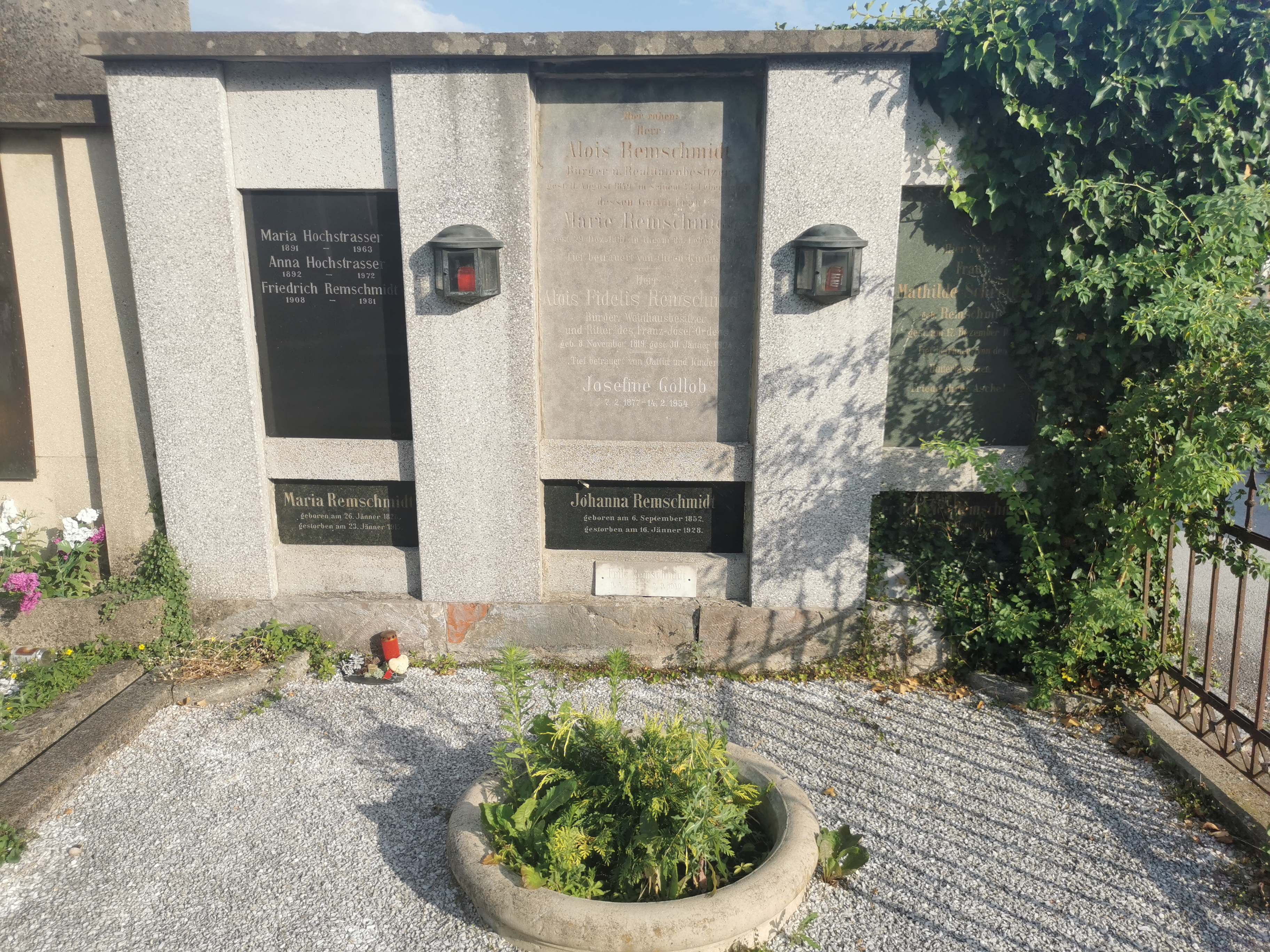
Grab der Familie Remschmidt am Stadtfriedhof St. Peter

Alois Fidelis Remschmidt (* 8. November 1819; † 30. Jänner 1894 in Graz) war ein österreichischer Unternehmer und Politiker. Von 1867 bis 1872 war er Bürgermeister-Stellvertreter der Landeshauptstadt Graz.

## Biographie
Remschmidt war der Sohn des Bürgers und Realitätenbesitzers Alois Remschmidt und dessen Gattin Marie. Er besaß die bekannte Weinstube Zum römischen König in der Grazer Sporgasse. Remschmidts politisches Engagement begann mit seiner Mitgliedschaft im Gemeinderat, dem er ab 1862 angehörte. Nachdem der vormalige Bürgermeister Albin Alber im November 1867 bei der Wahl zum Bürgermeister Moritz von Franck unterlegen war und anschließend die Wahl zum Bürgermeister-Stellvertreter nicht angenommen hatte, ging das Amt im nächsten Wahlgang an Alois Fidelis Remschmidt. Dieser behielt das Amt auch nach den Wahlen des Jahres 1870 unter Bürgermeister Moritz von Schreiner bei. 1872 schied Remschmidt jedoch aus der Stadtpolitik aus, erst von 1884 bis 1892 bekleidete er nochmals ein Mandat im Gemeinderat. Als Unternehmer betätigte er sich dort vor allem im Bereich der Stadtfinanzen und war Mitglied verschiedener einschlägiger Gremien.
Neben seiner Tätigkeit im Gemeinderat bekleidete Remschmidt verschiedene (Ehren-)Ämter. Unter anderem war er Gründungsmitglied und bis zu seinem Tod Ausschussmitglied der Gemeindesparkasse sowie des Grazer Bürgerspitals, außerdem Zensor der Oesterreichisch-ungarischen Bank. Während seiner Zeit als Bürgermeister wurde er 1870 zum Ritter des Franz-Joseph-Ordens ernannt. Alois Fidelis Remschmidt verstarb überraschend an den Folgen eines „Lungenblutsturzes“ und wurde am St.-Peter-Stadtfriedhof in Graz bestattet. Er hinterließ acht volljährige Kinder.